# Энрикес Фродден, Эдгардо
Эдгардо Энрикес Фродден (правильнее Фрёдден, исп. Edgardo Enríquez Frödden; 9 февраля 1912 года, Консепсьон, Чили — 1 ноября 1996 года, Сантьяго, Чили) — чилийский политический деятель, ректор Университета Консепсьона (1969—1972), министр образования в правительстве Сальвадора Альенде. Отец руководителя Левого революционного движения (МИР) Мигеля Энрикеса.

## Биография

### Семья и карьера
Родился в семье, относящейся к среднему классу и занимавшей видное место в политической истории города Консепсьон. Его сестра, Инес Энрикес Фродден (1913 — 1998), была адвокатом, лидером чилийской Радикальной партии и первой женщиной, избранной в палату депутатов чилийского парламента. Его брат, Умберто Энрикес Фродден (1907 — 1989), был профессором права, чилийским сенатором и министром здравоохранения. Ещё один брат — Уго Энрикес Фродден занимал должность директора больницы Хуан Агирре в Сантьяго и был членом Всемирной организации здравоохранения.
В 1930 году Эдгардо поступил в медицинскую школу университета Консепсьон, закончив её в 1936 году. Будучи студентом, получил несколько премий от университета Консепсьон и Университета Чили. Женился на адвокате Ракель Эспиносе Таунсенд, у них было четверо детей. Его младший сын, Мигель Энрикес (1944 — 1974), основал партию Левое революционное движение (МИР) и возглавил сопротивление против диктатуры Пиночета.
С 1938 года служил в Военно-морской академии, сначала в качестве врача, а затем директором Военно-морского госпиталя в Талькауано. Получил звание капитана военно-морской медицинской службы. Также Эдгардо был профессором анатомии и медицины в ряде школ и институтов, под его руководством в Консепсьоне прошла первая конференция Latin American Studies Conference в 1969 году.

### Народное единство
В июле 1973 года Сальвадор Альенде, чтобы успокоить своих оппонентов в конгрессе, которые систематически критиковали его демократически избранное социалистическое правительство, начал формирование нового кабинета министров. Альенде предлагал министерские посты членам Христианско-демократической партии — силы, которая традиционно представляла в Чили средний класс. В обстановке открытых политических провокаций со стороны врагов в конгрессе, Альенде было трудно найти кого-нибудь, кто согласился бы занять пост министра образования, поскольку реформы, которые он инициировал, встретили серьезные препятствия. Реформа в сфере образования, увеличившая расходы на народное образование и университеты и содействовавшая доступу к высшему образованию для рабочего класса и людей из трущоб, столкнулась с мощным противодействием оппозиции из частных учебных заведений (которые были поддержаны Римской католической церковной иерархией и организацией работодателей), в которые чилийская элита обычно отдавала своих детей, чтобы не допустить их общения с людьми более низкого класса.
В такой обстановке Эдгардо Фродден занял пост министра образования, однако его пребывание на этом посту вскоре было прервано из-за свержения правительства Альенде 11 сентября 1973 года.

### Арест и ссылка
После свержения правительства Народного единства и гибели президента Сальвадора Альенде, военная хунта объявила бывших членов правительства врагами государства. Разными способами они были удалены с политической сцены страны. Фродден был арестован, заключён в тюрьму, а затем был переведён в удалённый концлагерь на острове Досон. В 1976 году он отправился в изгнание вместе с женой и поселился в Оксфорде, откуда в 1978 году переехал в Мексику, где оставался до 1991 года, посвятив свою жизнь кампании по поиску пропавших без вести в Чили и осуждению нарушений прав человека, совершённых режимом Пиночета.
Умер 1-го ноября 1996 года в Сантьяго.